# Zenit (motorfiets)
Zenit is een Italiaans historisch merk van motorfietsen.
De bedrijfsnaam was: Moto Zenit, Florence.
Zenit was een klein merk dat van 1954 tot 1956 lichte motorfietsen produceerde. Men gebruikte 123- en 173cc-kopklep-inbouwmotoren van het Franse merk AMC.